# Віреон чорновусий
Віреон чорновусий (Vireo altiloquus) — вид горобцеподібних птахів родини віреонових (Vireonidae).

## Поширення
Вид гніздиться на островах Вест-Індії, узбережжі Флориди та прибережних островах Венесуели. Взимку північні популяції мігрують на північ Південної Америки. Середовищем для розмноження є відкриті листяні ліси і плантації, а у Флориді також мангрові зарості.

## Підвиди
Включає шість підвидів:
- Vireo altiloquus barbatulus (Cabanis, 1855) — гніздиться на південному сході США (південна Флорида), Багамські острови, Куба (включаючи острів Пінос), Малий Кайман та Кайман-Брак; мігрує до Південної Америки (басейн Амазонки).
- Vireo altiloquus altiloquus (Vieillot, 1808) — гніздиться на Ямайці, Гаїті та Пуерто-Рико; мігрує на північ Південної Америки.
- Vireo altiloquus grandior (Ridgway, 1884) — острів Провіденсія (Колумбія).
- Vireo altiloquus canescens (Cory, 1887) — острів Сан-Андрес (Колумбія)
- Vireo altiloquus bonairensis Phelps, Sr & Phelps, Jr, 1948 — Нідерландські Антильські острови (Аруба, Кюрасао, Бонайре) та острів Маргарита (Венесуела).
- Vireo altiloquus barbadensis (Ridgway, 1874) — Малі Антильські острови, від Санта-Круса (Віргінські острови) на південь до Барбадосу, можливо, також на острові Тринідад.